# Thambemyia pagdeni
Thambemyia pagdeni är en tvåvingeart som beskrevs av H. Oldroyd 1956. Thambemyia pagdeni ingår i släktet Thambemyia och familjen styltflugor. Inga underarter finns listade i Catalogue of Life.